# یان الیاسون
یان الیاسون (انگلیسی: Jan Eliasson؛ زادهٔ ۱۷ سپتامبر ۱۹۴۰) سیاستمدار اهل سوئد است که از ژوئیه ۲۰۱۲ تا دسامبر ۲۰۱۶ معاون دبیرکل سازمان ملل متحد بود. وی عضو حزب سوسیال دموکرات سوئد بود که از ۲۴ آوریل تا ۶ اکتبر ۲۰۰۶ در سمت وزیر امور خارجه سوئد خدمت کرد. الیاسون از آوریل تا ابتدای ژوئن ۲۰۱۷ عضو هیئت‌مدیره انستیتو بین‌المللی پژوهش‌های صلح استکهلم بود.

## زندگی‌نامه
یان الیاسون در یک خانواده کارگری در یوتبری سوئد متولد شد. او با بورس تحصیلی به دانشگاه ایندیانا، ایالات متحده آمریکا رفت، وی از ۱۹۵۷تا ۱۹۵۸ در فرهنگستان علوم پادشاهی سوئد و نیروی دریایی سوئد به تحصیل پرداخت و در سال ۱۹۶۲ به عنوان یک افسر دریایی نیروی ذخیره به فعالیت ادامه داد. الیاسون در سال ۱۹۶۵ موفق به کسب مدارک کارشناسی ارشد در اقتصاد، کسب و کار، و حقوق از دانشگاه گوتنبرگ (سوئد) جایی که رئیس کمیته محلی آی‌سک بود، شد.
او همچنین دارای مدرک افتخاری از دانشگاه آمریکایی (۱۹۹۴)، دانشگاه گوتنبرگ (سوئد) (۲۰۰۱) و دانشگاه اوپسالا (۲۰۰۵) است.
الیاسون کتاب‌ها و مقالات متعددی را تألیف یا در تألیف آن‌ها مشارکت داشته و مدرس مکرر سیاست خارجی و دیپلماسی است. از سال ۱۹۸۸ او یک سخنران مهمان در مورد میانجیگری، حل مناقشه و اصلاحات سازمان ملل در دانشگاه اوپسالا بوده است.
الیاسون در سال ۱۹۶۵ کار دیپلماتیک خود را هنگامی‌که در وزارت امور خارجه سوئد استخدام شد، آغاز کرد. از سال ۱۹۸۲ تا ۱۹۸۳ به عنوان مشاور دیپلماتیک نخست‌وزیر سوئد اولاف پالمه و از سال ۱۹۸۳ تا ۱۹۸۷ به عنوان مدیرکل امور سیاسی در وزارت امور خارجه خدمت کرد.
از سال ۱۹۸۰ تا ۱۹۸۶، الیاسون بخشی از مأموریت سازمان ملل در عراق بود که در جنگ ایران و عراق میانجیگری می‌کرد. وی از سال ۱۹۸۸ تا ۱۹۹۲ به عنوان نماینده دائم سوئد در سازمان ملل در نیویورک خدمت کرد و در آنجا نیز به عنوان نماینده شخصی دبیرکل در امور ایران/عراق خدمت کرد.
الیاسون از سال ۱۹۹۱ تا ۱۹۹۲ رئیس کارگروه امداد اضطراری مجمع عمومی سازمان ملل متحد و معاون شورای اقتصادی و اجتماعی سازمان ملل (ECOSOC) بود. او در سال ۱۹۹۲ به عنوان اولین معاون دبیرکل سازمان ملل در امور بشردوستانه منصوب شد. وی در عملیات بشردوستانه در سومالی، سودان، موزامبیک و بالکان شرکت داشت. او همچنین به ابتکاراتی در مورد مسائلی مانند مین‌های زمینی، پیشگیری و اقدامات بشردوستانه دست زد.

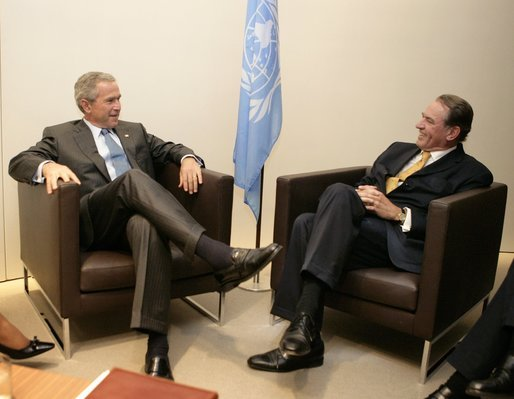
یان الیاسون (راست) دیدار با جرج دابلیو بوش در ۲۰۰۵

در سال‌های ۱۹۹۳–۱۹۹۴ الیاسون به عنوان میانجی در مناقشه قره‌باغ کوهستانی برای سازمان امنیت و همکاری اروپا (OSCE) خدمت کرد.
از سال ۱۹۹۴ تا ۱۹۹۹، الیاسون به عنوان وزیر امور خارجه سوئد خدمت کرد. از سال ۲۰۰۰ تا ۲۰۰۵ او به عنوان سفیر سوئد در واشینگتن، دی سی، ایالات متحده آمریکا خدمت کرد. در ۱۳ ژوئن ۲۰۰۵ او به اتفاق آرا به عنوان رئیس مجمع عمومی سازمان ملل متحد برای شصتمین نشست آن انتخاب شد. او از ۱۳ سپتامبر ۲۰۰۵ تا ۱۱ سپتامبر ۲۰۰۶ رئیس‌جمهور سوئد بود.
از ۲۴ آوریل ۲۰۰۶ تا ۶ اکتبر ۲۰۰۶ او همچنین به عنوان وزیر امور خارجه سوئد در کابینه سوسیال دموکرات یوران پرشون خدمت کرد. پس از انتخابات عمومی سوئد در سال ۲۰۰۶ که حزبش در انتخابات شکست خورد، اعلام کرد که در دانشگاه اوپسالا تدریس خواهد نمود.
الیاسون جنگ لبنان در سال ۲۰۰۶ را محکوم کرد و گفت: «حمله نظامی اسرائیل تشدید بسیار خطرناک اوضاع در منطقه است». وی همچنین حملات حزب‌الله را محکوم کرد.
در دسامبر ۲۰۰۶، کوفی عنان، دبیرکل سازمان ملل متحد، الیاسون را به عنوان فرستاده ویژه در دارفور، سودان معرفی کرد. او این مأموریت را در ژوئن ۲۰۰۸ ترک کرد.
در مارس ۲۰۰۹، الیاسون یک سخنرانی با عنوان «درگیری مسلحانه: هزینه برای غیرنظامیان» در مجموعه سخنرانی‌های برجسته مؤسسه صلح و عدالت را در دانشگاه سن دیگو ایراد کرد.
الیاسون یکی از اعضای برجسته بنیاد سرجیو ویرا د ملو است و در حال حاضر در هیئت مشاوران اتحاد برای ایجاد صلح حضور دارد. الیاسون رئیس سازمان واتراید سوئد است. او از سال ۲۰۱۰ در گروه مدافعان دبیرکل سازمان ملل متحد برای دستیابی به اهداف توسعه هزاره خدمت می‌کند. الیاسون یکی از اعضای سابق هیئت مدیره دارا است.
در ۲ مارس ۲۰۱۲، یان الیاسون توسط بان کی‌مون، دبیرکل سازمان ملل متحد به عنوان قائم‌مقام دبیرکل سازمان ملل متحد منصوب شد. او در ۱ ژوئیه ۲۰۱۲ به عنوان معاون دبیرکل کار خود را آغاز کرد. او همیشه جایی از منشور ملل متحد را در جیب خود دارد.
در سال ۲۰۱۶ نشان طلای ایلیس را دریافت کرد.
در ۲۳ اکتبر ۲۰۱۷، بنیاد تالبرگ اعلام کرد که جایزه جهانی رهبری آن از این پس به نام یان الیاسون نامگذاری خواهد شد.
در ۲۷ آوریل ۲۰۱۷، دولت سوئد یان الیاسون را به عنوان رئیس هیئت مدیره «انستیتو بین‌المللی پژوهش‌های صلح استکهلم» منصوب کرد. الیاسون از ۱ ژوئن ۲۰۱۷ به‌طور رسمی این سمت را بر عهده گرفته است.

## زندگی شخصی
الیاسون با کرستین الیاسون، وزیر آموزش و پرورش و وزیر علوم سابق سوئد ازدواج کرد، آن‌ها دارای سه فرزند هستند: آنا، امیلی و یوهان.